# Madrier
 (mai 2013).
Si vous disposez d'ouvrages ou d'articles de référence ou si vous connaissez des sites web de qualité traitant du thème abordé ici, merci de compléter l'article en donnant les références utiles à sa vérifiabilité et en les liant à la section « Notes et références ».

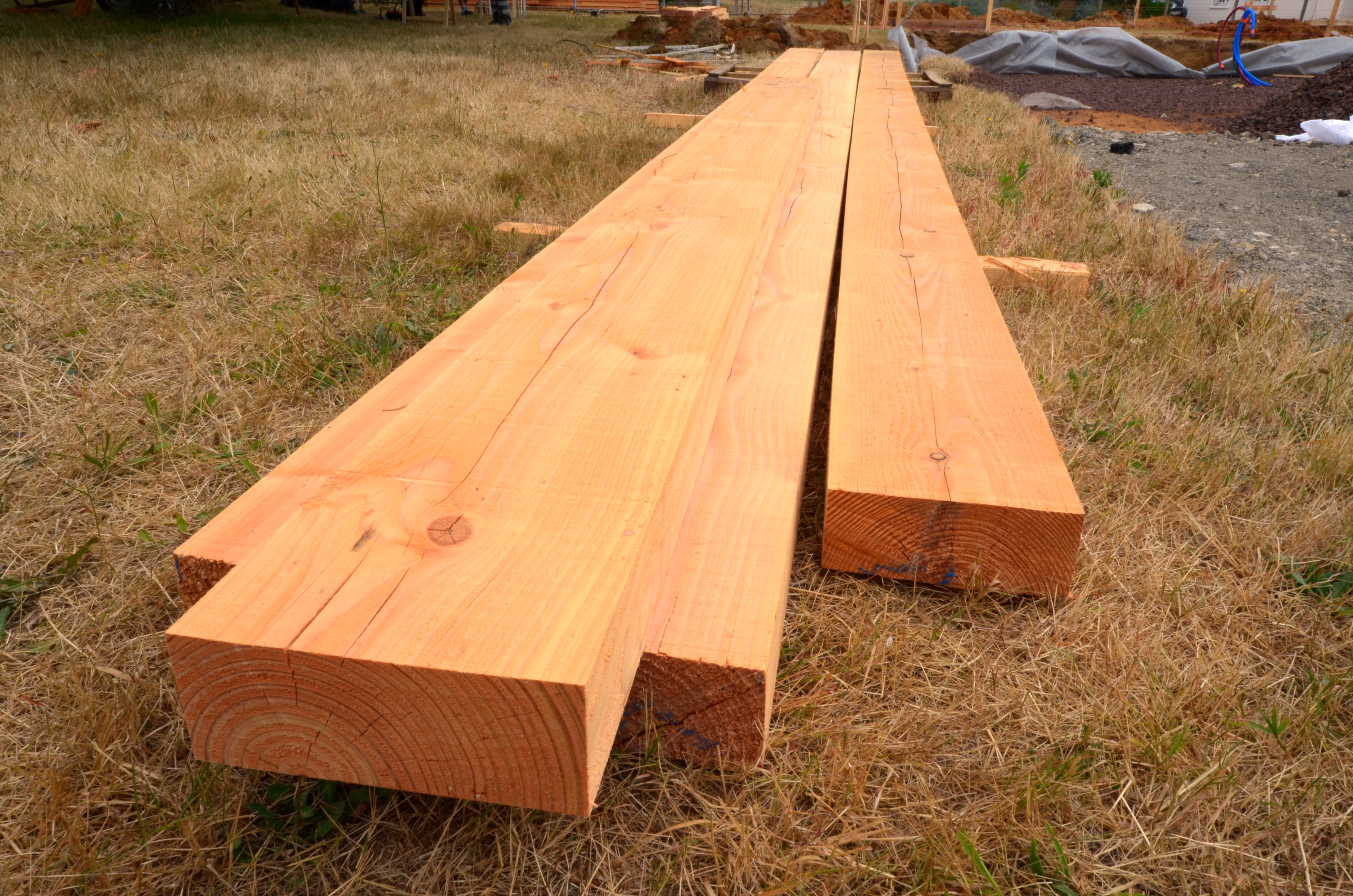
Madriers sur un chantier.

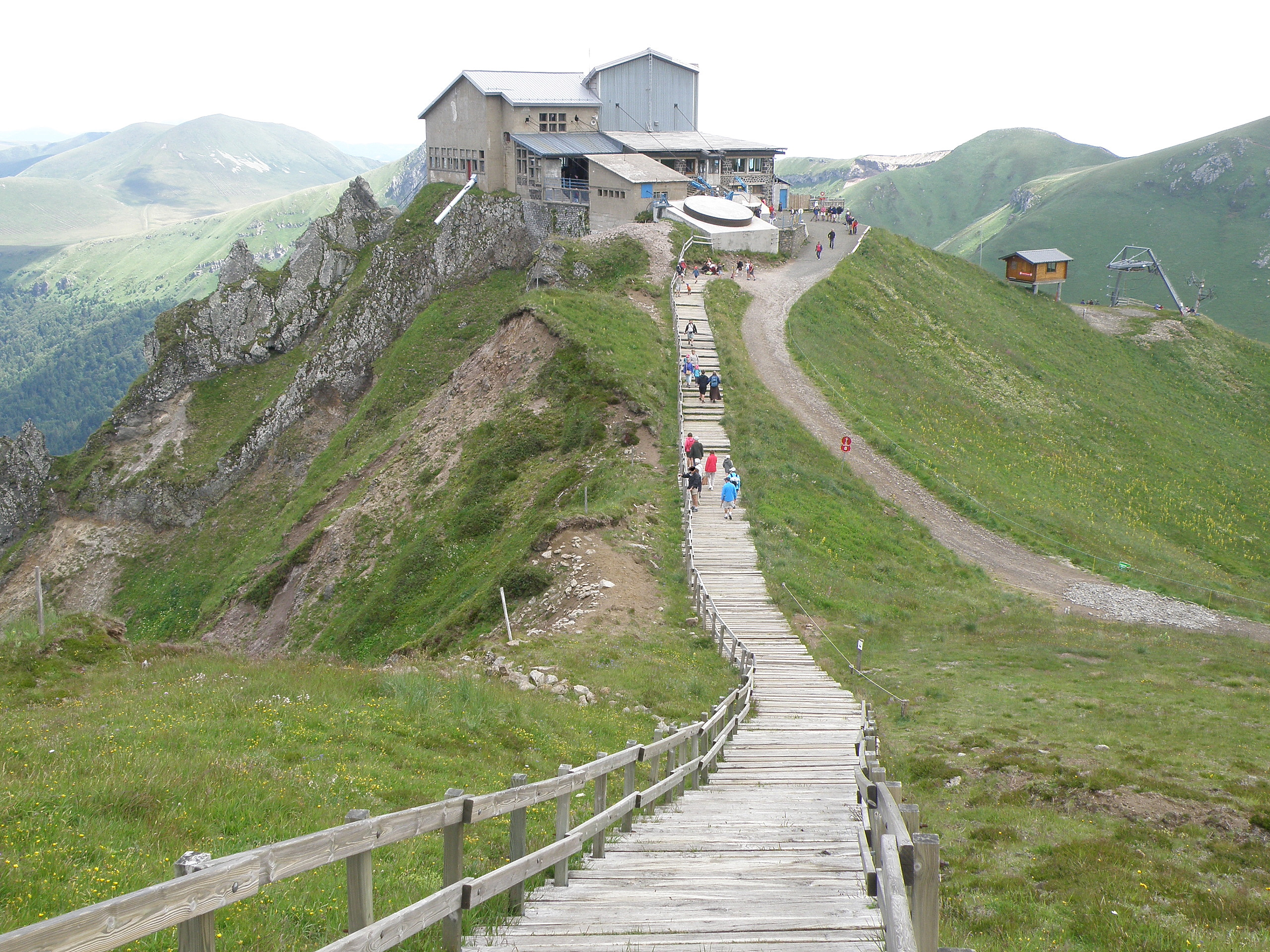
Chemin de madriers au Mont-Dore.

Un madrier est une pièce de charpenterie disposée horizontalement et destinée à assurer la solidité d'un ouvrage. Sa taille se situe entre la poutre et le tasseau.

## Histoire et dimensions

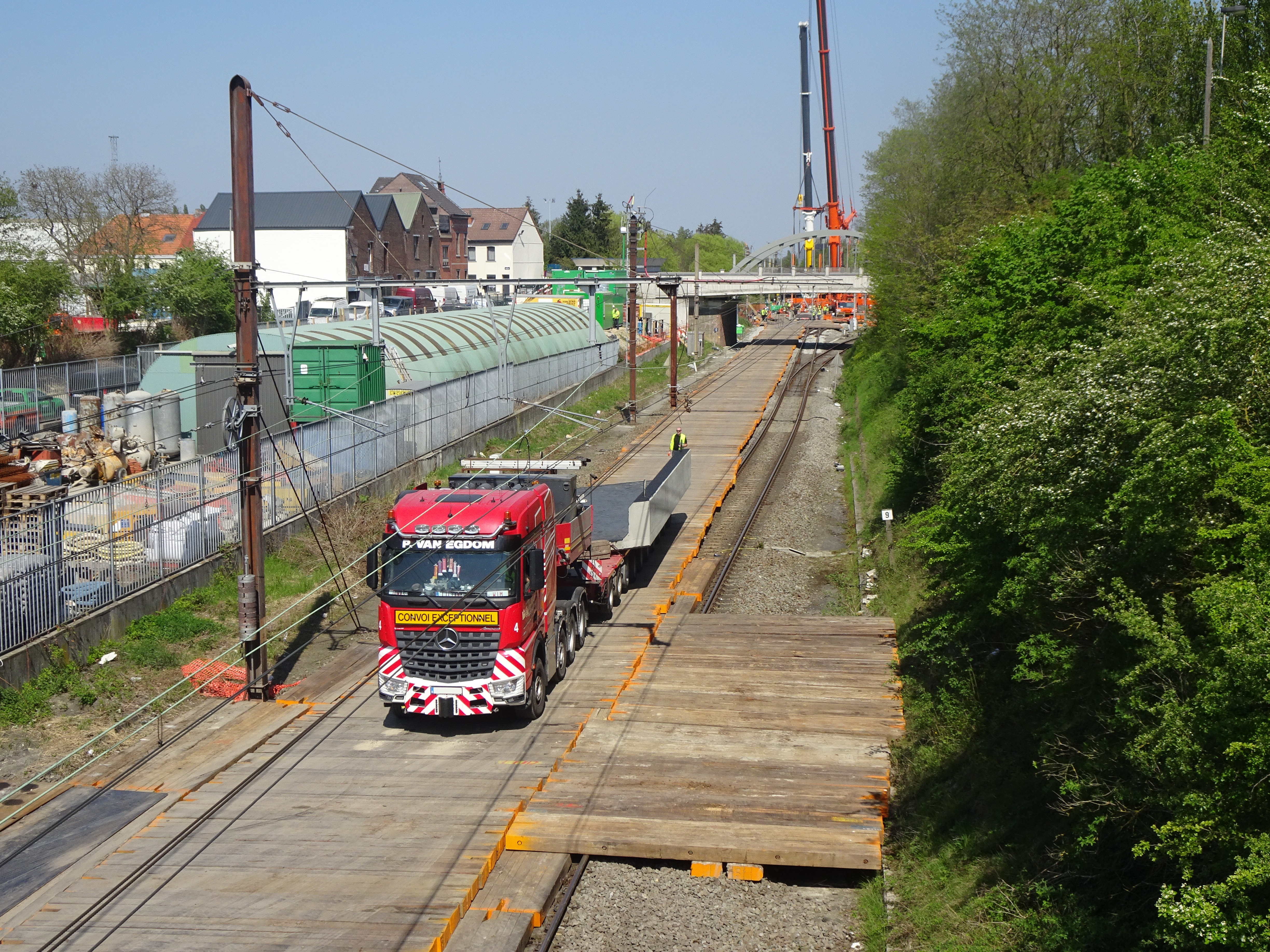
Madriers posés sur une voie ferrée pour permettre le transport par camion de tabliers de pont.

Le madrier est le successeur du rondin. Il apparaît au XIVe siècle et a évolué avec la machinisation de l'industrie du bois.
La première édition du Dictionnaire de l'Académie française de 1694 donne la définition d'une sorte d'ais fort épais : « Il faut des madriers pour faire la plate-forme d'une batterie de canon. On ne passa pas le fossé de la place assiégée, faute de madriers pour faire une galerie. » Une planche épaisse et robuste donc, sciée dans un bois solide (la sixième édition du même dictionnaire indique le chêne), scié ou équarri. Joseph Morisot, en 1814, donne la définition d'une pièce de bois méplat, de deux à six pouces d'épaisseur sur dix à dix-huit pouces de largeur ; on s'en sert pour faire des planchers de pont, pour couvrir des pilotis et au fond des tranchées dans les terrains de mauvaise consistance pour asseoir les fondations des murs; on s'en sert aussi, au moyen d'étrésillons, pour soutenir les terres dans les fouilles.
Les dimensions transversales dépassent un certain minimum qui varie d'un pays à l'autre. Les normes françaises indiquent entre 75 et 105 millimètres et d'une largeur entre 205 et 225 millimètres.

## Utilisation
Généralement façonné dans du bois solide comme le chêne vert, l'orme, l’épicéa, il est utilisé pour les gros travaux de menuiserie et de construction, et autrefois pour recouvrir des plateformes, le pont des bateaux ou les voies de circulation.

## Étymologie
Dérivé du latin materia, le mot espagnol madera signifie « bois ». En anglais, thick board, baulk ou « madrier » ; en allemand eine Bohle ou ein dickes Brett.